# Raphael Nussbaum
Raphael Nussbaum, auch Nußbaum (* 7. Dezember 1931; † 23. Februar 1993 in Burbank, Kalifornien), war ein deutscher Filmregisseur, Filmproduzent und Drehbuchautor.

## Wirken
Nussbaum begann seine Filmkarriere bei der Aero Film GmbH in West-Berlin. Bereits sein 1960 erschienener deutsch-israelischer Film Brennender Sand mit Daliah Lavi und Gert Günther Hoffmann in den Hauptrollen wurde in mehreren Ländern in verschiedenen Sprachen gezeigt. Lavi spielte hier erstmals eine Hauptrolle. Auch seine weiteren Arbeiten waren international erfolgreich. 1962 erfolgte in Bremen die Uraufführung seiner in Kooperation mit dem Berliner Journalisten Peter Rosinski erstellten Filmdokumentation über die Russische Revolution, den Bürgerkrieg und die Diktatur Stalins. Pets, ein 1974 erschienenes erotisches Horror-Drama in B-Movie-Qualität, war seine erste originale US-Produktion. Seiner Filmografie in der Internet Movie Database nach zu urteilen legte er von Mitte der 1970er Jahre bis Mitte der 1980er Jahre eine Schaffenspause ein.

## Filmografie
- 1960: Brennender Sand (Regie und Drehbuch)
- 1962: Vom Zaren bis zu Stalin (Regie zusammen mit Peter Rosinski)
- 1963: Der Unsichtbare (Regie, Drehbuch mit Vladimir Semitjov und Produktion mit Leo Höger)
- 1967: Pension Clausewitz (Produktion)
- 1968: Kommando Sinai; Regie; Drehbuch mit Jack Jacobs und Produktion mit Naftali Schönberg und Rudolf Weiser
- 1971: Des Satans heiße Katzen (Drehbuch mit Jale Lockwood und Brent Nimrod sowie Produktion mit Mohammed „Mardi“ Rustam); Regie: Al Adamson und John „Bud“ Cardos
- 1974: Animal Women – Animalische Frauen (Pets); Regie, Drehbuch nach Richard Reich und Produktion mit Roberta Reeves und Mohammed Rustam
- 1975: Reise ins Jenseits – Die Welt des Übernatürlichen (Produktion mit Rudolf Kalmowicz); Regie: Rolf Olsen
- 1976: Ja, so woan's die alten Rittersleut (The Amorous Adventures of Don Quixote and Sancho Panza); Regie, Drehbuch mit anderen in Anlehnung an Miguel de Cervantes sowie Produktion mit Roberta Reeves
- 1987: Dirty Money (Private Road: No Trespassing); Regie und Drehbuch
- 1987: W.A.R – Women Against Rape (auch Death Blow: A Cry for Justice) Regie, Drehbuch und Produktion
- 1991: The Ungodly (Speak of the Devil); Regie, Drehbuch mit Robert Earl Craft nach Wally K. Berns sowie Produktion mit Richard F. Brophy, Henning Schellerup und Ruben Veloso